# Peter Duren
Peter Larkin Duren (* 30. April 1935 in New Orleans, Louisiana; † 10. Juli 2020 in Superior Township, Michigan) war ein US-amerikanischer Mathematiker, der sich mit Analysis befasste.

## Leben
Duren studierte an der Harvard University mit dem Bachelor-Abschluss 1956 und wurde 1960 am Massachusetts Institute of Technology bei Gian-Carlo Rota promoviert (Spectral theory of a class of non-selfadjoint infinite matrix operators). Als Post-Doktorand war er Instructor an der Stanford University. 1962 wurde er Assistant Professor, 1966 Associate Professor und 1969 Professor an der University of Michigan, an der er 2010 emeritiert wurde.
Er war 1968/69 am Institute for Advanced Study, 1975 Gastprofessor am Technion in Haifa, 1964/65 Gastwissenschaftler am Imperial College und der Universität Paris-Süd in Orsay, 1982 Gastprofessor an der University of Maryland und 1982/83 am Mittag-Leffler-Institut, der Universität Paris-Süd und an der ETH Zürich. 1989 war er Gastwissenschaftler in Stanford, 1993 an der Universität Hawaii und 1996 an der Norwegischen Technischen Hochschule in Trondheim. Außerdem war er Gastwissenschaftler in Halle, am Max-Planck-Institut in Leipzig, an der Universität Witwatersrand, in Santiago de Chile, an der Autonomen Universität Madrid, der Bar-Ilan-Universität und der Academia Sinica in Peking.
1976/77 war er Herausgeber des Michigan Mathematical Journal. Er war Mitherausgeber des American Mathematical Monthly und einer Festschrift für Frederick Gehring.
Duren war durch verschiedene Monographien und Lehrbücher bekannt. Er befasste sich mit Funktionentheorie und Funktionalanalysis, unter anderem mit Hardy-Räumen, schlichten Funktionen, harmonischen Abbildungen in der Ebene, geometrischer Funktionentheorie, Potentialtheorie, speziellen Funktionen.
Von 1964 bis 1966 war er Sloan Research Fellow. 2012 wurde er Fellow der American Mathematical Society.

## Schriften
- Invitation to classical analysis, American Mathematical Society 2012
- Harmonic maps in the plane, Cambridge University Press 2004
- mit Alexander Schuster: Bergman Spaces, American Mathematical Society 2004
- als Herausgeber: A century of mathematics in America, 3 Bände, American Mathematical Society 1988 (Hundertjahrfeier der AMS)
- Univalent Functions, Grundlehren der mathematischen Wissenschaften, Springer Verlag 1983
- Theory of {\displaystyle H^{p}}-Spaces, Academic Press 1970, Dover 2000